# Цунаёси Савада
Цунаёси Савада (яп. 沢田 綱吉 Савада Цунаёси) или Цуна (яп. ツナ Цуна) — главный герой манги, аниме-сериала и видео-игры Reborn!. Обычный японский школьник и по совместительству наследник в боссы мафии в 10-м поколении. На момент начала манги Цуне 14 лет.
Японская музыкальная компания Recochoku проводило опросы о том, за кого из аниме-персонажей хотели бы выйти замуж девушки. Цуна был восьмым в 2008 году и седьмым в 2009-м.

## Описание
По сюжету, Цуна — ученик средней школы Намимори, известен как «никчёмный Цуна». В классе — один из отстающих учеников: не силён ни в спорте, ни в точных науках. Никогда не получает за тесты более 17,5 баллов. Однако, отношение одноклассников к персонажу меняется в лучшую сторону, когда Цуна впервые демонстрирует свои способности публике с помощью Реборна.
Влюблён в свою одноклассницу, девушку по имени Кёко, «школьного идола».
Является наследником титула «Босс семьи Вонгола», хотя постоянно отрицает это.

### Внешность
Цуна не высокий школьник 13 лет, с длинными взъерошенными волосами. Физически ни как не выделяется, нет ни мускулатуры ни жира. Носит либо школьную форму с шерстяной футболкой, либо свободную повседневную одежду с толстовкой.

### Характер
Цуна показан местами трусливым парнем, с заниженной самооценкой. В экстремальных ситуациях Цуна совершал смелые и отчаленные поступки.
В общении мягкий и обходительный, не лезет в конфликты, и не оскорбляет даже ненавистных врагов.
Имеет собственное представление о мире и том что он хочет, способен пожертвовать своей жизнью ради своего видения. Может совершить убийство и перечернить боль, что не раз доказывал, не испытывая угрызений совести. Но для этого Цуну нужно сильно разозлить или причинить вред его близким.

## Боевые навыки
Стиль боя Цуны можно описать как: универсальный сверхскоростной бой на близких и средних дистанциях. Основа его боевых навыков — это пламя посмертной воли, которое он использует переходя либо в режим посмертной воли либо в гипер режим. В этих состояниях Цуна повышает свою прочность, силы, выносливость и пробуждает гиперинтуицию Вонголы.
В ближнем бою он использует свободный рукопашный стиль боя, с ударами ребром руки, коленями и локтями. В качестве защиты использует прочность гипер режима, технику по поглощению чужого пламени, техника прорыва точки нуля, а так же особенность своего пламени, гармонию которая аннулирует пламя врага. Чтобы захватить или обездвижить противника, Цуна использует технику Прорыв точки нуля фаза Первая - превращающая пламя посмертной воли в Лёд.
В дальнем бою он использует резкие выпуски пламени посмертной воли, создающие эффект выстрела. Для мощных дальних атак Цуна использует технику X-Burner и её производные.
Во время боя Цуна старается постоянно перемещаться и заходить с тылу и флангов. Для перемещения и полёта он выпускает реактивную струю пламени посмертной воли из X перчаток.
В качестве оружия Цуна использует:
- X перчатки;
- Кольцо Неба Вонголы;
- Коробочку Вонголы;
- Систему линз и наушников;
- Одежду из пламени стойкой ткани.

## История развития
Режим Пламени Предсмертной (посмертной) Воли. Одежда Десятого сгорала, а на голове вспыхивало пламя.
Гипер режим После Предсмертной (посмертной) Воли. В первой арки Цуна, получил от Леона рукавицы и новую версию пули Предсмертной Воли. В новом режиме одежда не сгорала, а рукавицы трансформировались в перчатки, способные сохранять и излучать Пламя Предсмертной Воли. Благодаря перчаткам смог летать.
Во время Конфликта Колец создал свой Прорыв Точки нуля — Адаптированный, освоил Прорыв Точки Нуля — технику Первого Вонголы, созданную для борьбы против пламени Предсмертной Воли. Благодаря этой технике победил другого кандидата на место 10-го Вонголы — Занзаса. 
Во время тренировок в 10-летнем будущем открыл новую версию перчаток — Версия Кольца Вонголы, способная излучать более сильное пламя.
Создал собственную технику — X-Burner. Из-за нестабильности пламени в обеих руках не мог её использовать, однако справился с проблемой благодаря Спаннеру, создавшему особые линзы, способные измерять мощность пламени.
Коробочка — Небесный Лев по имени Натц. В режиме оружия Натц трансформируется в плащ (защитный режим) или в перчатки (боевой режим), принадлежавшие Первому Вонголе.
До решающей схватки с Бьякураном, Кольцо Неба, как и остальные кольца Вонголы были заглушены, дабы уравновешивать баланс Тринесетте, однако Вонгола Примо снял ограничитель, вследствие чего Цунаёси одолел Бякурана, а внешний вид колец существенно изменился.
Во время Конфликта с Симон Кольца Вонголы были уничтожены Энмой, однако Мастер воссоздал их используя животных из коробочек Вонголы, которые приняли форму колец, и кровь Примо Вонголы. После воссоздания кольцо приняло вид двух колец, надевающихся на мизинец и средний палец, соединённых небольшой цепочкой.
Также во время конфликта с семьёй Симон Цуна использует новую технику — XX-Burner. Она является видоизменённой X-Burner. При использовании этой техники Цуна выпускает пламя посмертной воли из обеих рук, держа их перед собой крест-накрест, что даёт гораздо большую мощность атаки. Известно также, что Спаннер переделал линзы Цуны специально для этой техники. Во время критической ситуации когда жизнь Цуны находилась в руках Деймона Спейда, воля Савады и Энмы объединилась. В итоге кольца Неба Вонголы и Земли Энмы объединились на пальце Цуны и он, помимо своих собственных сил, обрел контроль над силой гравитации.

## Отзывы критиков
Цунаёси был хорошо принят читательской аудиторией Reborn!, заняв второе место по популярности среди героев во втором официальном опросе журнала Weekly Shonen Jump по манге, который был разделён на отзывы о героях и злодеях. В других опросах по манге Цунаёси стал самым популярным персонажем мужского пола, а также последним в опросе, в котором поклонники выбирали персонажа, чьё будущее они хотели бы увидеть. Японский музыкальный дистрибьютор Recochoku публиковал два ежегодных обзора о том, за каких персонажей аниме люди хотели бы выйти замуж. Цунаёси занимает шестое место в номинации «персонаж, которого я хочу видеть своим женихом» в опросе 2008 года и седьмое — в опросе 2009 года. Различные сопутствующие товары на основе Цунаёси также были выпущены. Среди них одежда, такие как его X-перчатки и футболки. Другие товары включают экшн-фигурки, брелоки для ключей и часы.
Некоторые веб-сайты, посвящённые манге и аниме, и другие средства массовой информации уделяли внимание персонажу Цунаёси. В обзоре Manga Life № 9 рецензенты выразили удовлетворение изменениям облика главного героя (Цунаёси); в частности, Дэвид Расмуссен отметил, что сейчас видит Цунаёси как «более крутого» персонажа по сравнению с тем, каким он был раньше. Эрин Финнеган из Pop Culture Shock отметил, что Цунаёси является очень популярным персонажем среди женской аудитории манги из-за его внешнего вида, и похвалил как развлекательные смешные сцены с его участием. Карлос Сантос из Anime News Network заявил, что Цунаёси должен делать более важные вещи в первом томе манги, чтобы сделать серию более интересной, обычно связанные с мафией. Тем не менее, он отметил, что «летучая химия» между Цунаёси и Реборном (имеется в виду персонаж) очень хороша. Чарльз Тан из Comics Village отметил историю своего персонажа как «простую», но ему, по его словам, нравится, что Цунаёси является «неумелым, неуклюжим парнем», равно как и то — в чём он соглашается с Сантосом, — что его отношение к Реборну очень хорошее. Джарред Пайн от Mania Entertainment заметил, что действия Цунаёси в начале манги были слишком обыденными, когда он начинал знакомиться с новыми друзьями, конкурентами и завоевывать доверие. Он отметил, что первые навыки Цунаёси, названные Dying Will Bullet, были попыткой Акиры Амано добавить новые вещи в сюжет, но добавил, что это «почти унизило суть». Тем не менее, Бен Лири с того же сайта также назвал Dying Will Bullets очень повторяющимся, но добавил, что «наблюдать за тем, как это происходит, это всё равно что взрыв, который вы всё ещё надеетесь увидеть, даже когда вы видите, что он сейчас будет».